# U-995
U-995 — средняя немецкая подводная лодка типа VIIC/41 времён Второй мировой войны. 

Лодка совершила 9 боевых походов. Потопила 3 судна суммарным водоизмещением 1 560 брт, один тральщик ТЩ-37 водоизмещением 633 брт, один военный корабль водоизмещением 105 тонн, ещё одно судно (7 176 брт) после повреждений не восстанавливалось.

## История
Заказ на постройку субмарины был отдан 14 октября 1941 года. Лодка была заложена 25 ноября 1942 года на верфи Блом унд Фосс, Гамбург, под строительным номером 195, спущена на воду 22 июля 1943 года. Лодка вошла в строй 16 сентября 1943 года под командованием оберлейтенанта Вальтера Кёнтоппа.

### Командиры
- 16 сентября 1943 года — 9 октября 1944 года капитан-лейтенант Вальтер Кёнтопп (Walter Kohntopp)[1].
- 10 октября 1944 года — 8 мая 1945 года оберлейтенант цур зее Ганс-Георг Гесс (кавалер Рыцарского железного креста)

### Флотилии
- 16 сентября 1943 года — 31 мая 1944 года — 5-я флотилия (учебная)
- 1 июня 1944 года — 28 февраля 1945 года — 13-я флотилия
- 1 марта — 8 мая 1945 года — 14-я флотилия

### История службы

#### Первый поход
С 18 мая по 23 мая 1944 год. 21 мая лодка была дважды атакована британскими самолётами. Сперва летающей лодкой Каталина 210-й эскадрильи, затем канадским самолётом типа Сандерленд из 4-го берегового тренировочного отдела (Coastal Operational Trainig Unit). На лодку сбросили 10 бомб и обстреляли из пулемётов. 5 членов экипажа были ранены, из-за повреждений лодке пришлось уйти в Тронхейм на ремонт.

#### Пятый поход
С 14 октября по 11 ноября 1944 года, в составе группы Panther. В ночь 27 октября лодка была обнаружена и атакована частью 15-й британской эскортной группы в составе фрегатов «Louis», «Lawson», «Inglis», «Mounsey». Лодка выпустила по кораблям две торпеды T-5, капитан впоследствии рапортовал об уничтожении одного фрегата (эскортная группа потерь не имела).

#### Шестой поход
С 30 ноября по 9 декабря, в составе группы Stock. 5 декабря атаковала конвой ПК-20 (транспорты «Спартак», «Селенга», «Пролетарий», 3 больших и 2 малых охотников за ПЛ). Первым трёхторпедным залпом был потоплен «Пролетарий» (1123 брт, одно попадание), затем выпустила поочередно ещё 4 торпеды (без попаданий).

#### Седьмой поход
11 декабря по 5 января 1945 года. 21 декабря  у мыса Корабельная Пахта артогнём и последующим тараном уничтожила мотобот «Решительный». 26 декабря уничтожила торпедой вооруженный траулер «Сом». 29 декабря торпедировала тральщик Т-883 (бывший рыболовецкий траулер «Двина»), совершавший траление фарватера совместно с Т-887 в охранении БО-144 («Механик»). У Т-883 была оторвана носовая часть. Повреждённый тральщик был брошен другими судами и погиб вместе со всем экипажем.

#### Восьмой поход
С 2 февраля по 9 февраля залпом тремя торпедами атаковала норвежский пароход «Idenfjord» (4300 т), стоявший у причала в Киркенесе. Все торпеды попали в берег. Командир лодки через несколько дней был награждён Рыцарским крестом.
2 марта уничтожила торпедой Т-5 БО-224 (шедший в группе с БО-222 и БО-226).
20 марта 1945 года атаковала конвой JW-65 и доложила о потоплении одного судна и повреждении ещё двух. Фактически подтверждается только торпедирование транспорта «Хорас Бушнелл» (7176 брт), который сумел выброситься на берег.

## Послевоенная служба
Капитулировала 8 мая 1945 года в Тронхейме, Норвегия. Будучи в немореходном состоянии не смогла совершить переход в Великобританию, что и спасло её от участи других кораблей, уничтоженных в ходе операции «Deadlight». В 1947 году вместе с другими находившимися в Норвегии ПЛ (U-926 и U-1202) была передана правительству этой страны для восстановления и дальнейшей службы. 

6 декабря 1952 года на ней был поднят флаг ВМС Норвегии. Под именем Кёура (норв. «Kaura», S-309) служила до 15 декабря 1962 года.
Норвежские командиры командовавшие лодкой: лейтенант Нильс Тилтнес (Nils Tiltnes), лейтенант Оле К. Томсен (Ole K. Thomsen).

## Мемориал

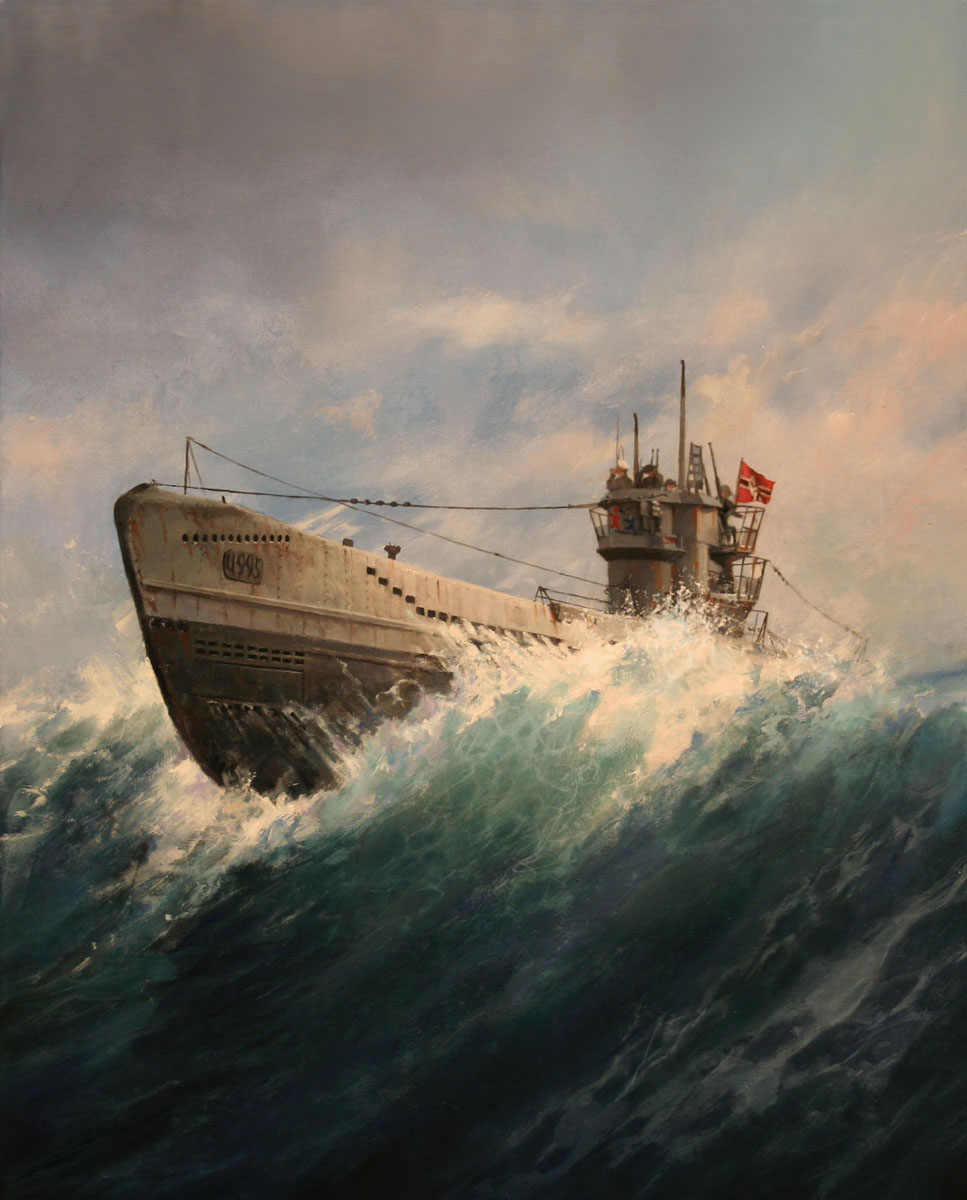
U-995 на картине Аугусто Ферреры-Далмау, 2012 год

В 1965 году была продана за символическую цену в 1 марку, военно-морскому флоту ФРГ. В октябре была отбуксирована в Киль.
С 25 сентября 1970 года по 1 октября 1971 года на лодке были проведены восстановительные работы для переоборудования её в музей. Сметная стоимость свыше — 750 000 марок, исполнитель — военно-морской арсенал в Киле.
2 октября церемония передачи лодки общественной организации «Немецкий морской союз» (Deutscher Marinebund e.V.)
13 марта 1972 года лодка была установлена у подножья мемориала морякам (Marine-Ehrenmal), погибшим в Первую мировую войну на пляже в Лабё.
Меньше чем за неделю лодку посетило около 10000 человек. Одним из первых был Карл Дёниц. К настоящему времени количество посетителей перевалило за 10 млн человек.
U-995 — единственная сохранившаяся субмарина типа VII.